# Сатышево (Чувашия)
Сатышево (чув. Анатри Кушмара) — деревня в Мариинско-Посадском муниципальном округе Чувашской Республики России. С 2004 до 2023 года входила  в состав Кугеевского сельского поселения.

## География
Деревня находится в северо-восточной части Чувашии, в пределах Чувашского плато, в зоне хвойно-широколиственных лесов, к югу от автодороги 97Н-028, на расстоянии примерно 24 километров (по прямой) к юго-востоку от города Мариинский Посад, административного центра района. Абсолютная высота — 126 метров над уровнем моря.

### Часовой пояс
Деревня Сатышево, как и вся Чувашия, находится в часовой зоне МСК (московское время). Смещение применяемого времени относительно UTC составляет +3:00.

## Население
| 2010 | 2012 |
| ---- | ---- |
| 49   | ↗74  |

### Половой состав
По данным Всероссийской переписи населения 2010 года в гендерной структуре населения мужчины составляли 44,9 %, женщины — соответственно 55,1 %.

### Национальный состав
Согласно результатам переписи 2002 года, в национальной структуре населения чуваши составляли 99 % из 83 чел.